# Żydowo (gromada w powiecie gnieźnieńskim)
Żydowo – dawna gromada, czyli najmniejsza jednostka podziału terytorialnego Polskiej Rzeczypospolitej Ludowej w latach 1954–1972.
Gromady, z gromadzkimi radami narodowymi (GRN) jako organami władzy najniższego stopnia na wsi, funkcjonowały od reformy reorganizującej administrację wiejską przeprowadzonej jesienią 1954 do momentu ich zniesienia z dniem 1 stycznia 1973, tym samym wypierając organizację gminną w latach 1954–1972.
Gromadę Żydowo z siedzibą GRN w Żydowie utworzono – jako jedną z 8759 gromad na obszarze Polski – w powiecie gnieźnieńskim w woj. poznańskim, na mocy uchwały nr 19/54 WRN w Poznaniu z dnia 5 października 1954. W skład jednostki weszły obszary dotychczasowych gromad Gębarzewo i Żydowo oraz miejscowość Goraniec z dotychczasowej gromady Goraniec ze zniesionej gminy Mieleszyn, a także obszary dotychczasowych gromad Cielimowo i Gurowo, miejscowość Gurówko z dotychczasowej gromady Goczałkowo oraz miejscowość Potrzymowo z dotychczasowej gromady Potrzymowo ze zniesionej gminy Czerniejewo w tymże powiecie. Dla gromady ustalono 14 członków gromadzkiej rady narodowej.
1 stycznia 1962 do gromady Żydowo włączono obszar zniesionej gromady Jarząbkowo (bez miejscowości Józinki, Malczewo i Mierzewo) w tymże powiecie.
Gromada przetrwała do końca 1972 roku, czyli do kolejnej reformy gminnej.